# 19 décembre 2000
Le mardi 19 décembre 2000 est le 354e jour de l'année 2000.

## Décès
- Ayres d'Aguiar (né le 27 mai 1896), monteur, producteur de cinéma et réalisateur français
- Carlos Cano (né le 28 janvier 1946), chanteur espagnol
- Diodore Ier de Jérusalem (né le 14 août 1923), patriarche orthodoxe de Jérusalem
- György Györffy (né le 26 septembre 1917), historien hongrois
- John Lindsay (né le 24 novembre 1921), politicien américain
- Koharu Kisaragi (née le 19 février 1956), écrivaine japonaise
- Michel Dens (né le 22 juin 1911), baryton français
- Milton Hinton (né le 23 juin 1910), contrebassiste de jazz
- Pierre Allain (né le 7 janvier 1904), alpiniste et grimpeur français
- Son Sann (né le 5 octobre 1911), Premier ministre cambodgien

## Événements
- Découverte de 23286 Parlakgul
- Création de la communauté de communes Essor du Rhin et de la communauté de communes du Pays d'Évron
- Sortie de la chanson Ya Soshla S Uma du groupe féminin russe t.A.T.u.
- Sortie du film Treize jours